# Кевін Лабберс
Кевін Лабберс (англ. Kevin Lubbers; нар. ) — колишній американський тенісист.
Найвищу одиночну позицію світового рейтингу — 641 місце досяг 21 серпня 1989, парну — 255 місце — 9 квітня 1990 року.

## Фінали ATP Челленджер

### Парний розряд: 1 (0–1)
| Результат | Дата     | Турнір           | Покриття | Партнер      | Суперники                       | Рахунок  |
| --------- | -------- | ---------------- | -------- | ------------ | ------------------------------- | -------- |
| Поразка   | Сер 1989 | Гоянія, Бразилія | Ґрунт    | Отавіу Делла | Алешандрі Осевар Маркос Хосевар | 2–6, 2–6 |